# Attili
Attili é um dos 46 mandals no distrito de Godavari Ocidental, no estado indiano de Andhra Pradesh. A sede está localizada na cidade de Attili. O mandal faz fronteira com o mandal de Ganapavaram e Tanuku a ocidente, com o mandal de Iragavaram e Penumantra a norte e com o mandal de Palacoderu a oriente.

## Demografia
De acordo com o censos de 2011, o mandal tinha uma população de 68,881 habitantes em 19,739 agregados familiares. A população total é constituída por 34,590 homens e 34,291 mulheres, com um rácio de 1,009 mulheres por cada 1000 homens. 6,232 crianças estavam entre a idade de 0 e 6 anos, das quais 3,173 são rapazes e 3,059 são raparigas, com um rácio de 964. A taxa de alfabetização situa-se nos 77.41%, totalizando cerca de 48,495 pessoas, das quais 25,485 são homens e 23,010 são mulheres. A maioria das pessoas pertencem ao grupo Schedule Caste, com um total de 11,190, enquanto o outro grupo Schedule Tribe é composto por 707 pessoas.

### Trabalho
No censos de 2011 na Índia, 30,048 pessoas estavam envolvidas em algum tipo de actividade laboral, o que inclui 21,366 homens e 8,682 mulheres. Destas pessoas, 23,975 descreveram o seu trabalho como um trabalho principal, 2,475 como cultivadores e 15,071 declararam trabalhar em algum tipo de trabalho agrícola. 704 declararam trabalhar em casa e 5,725 em outros tipos de trabalho. Destas pessoas, 6,073 são trabalhadores marginais.

## Administração
O mandal é administrado pela assembleia constituinte de Undi do Lok Sabha de Narasapuram.

## Cidades e vilas
De acordo com o censos de 2011, o mandal tem 14 aglomerados populacionais, sendo todos eles vilas. Attili é a maior e Gummampadu é a mais pequena, isto em termos de população.
As vilas do mandal são as seguintes:
1. Aravalli
2. Attili
3. Ballipadu
4. Eduru
5. Gummampadu
6. Kanchumarru
7. Kommara
8. Manchili
9. Pali
10. Paluru
11. Skinnerapuram
12. Tirupatipuram
13. Unikili
14. Varighedu

## Educação
O mandal desempenha um importante papel na educação dos estudantes das vilas. A escola primária e secundária é transmitida pelo governo e por escolas privadas, sob o departamento de estado da educação escolar. De acordo com um relatório do ano académico de 2015-2016, o mandal tinha mais de 7,049 estudantes em mais de 76 escolas.